# Lukoveček (hrad)
Hrad je archeologická lokalita se stejnojmennou kulturní památkou na kopci Hrad (560 m n. m.) v katastrálním území Lukoveček v okrese Zlín. Lokalita se nesprávně přiřazuje k Přílepům.

## Popis
Na kuželovitém vrchu kopce Hrad v Hostýnsko-vsetínské hornatině je plocha s vysokou plochou skálou. V okolí jsou nejasné stopy po příkopu. Archeologické nálezy keramiky datují objekt do středověku.
Kopec býval strážným místem, ze kterého se pomocí ohně v době třicetileté války dávalo znamení hradu Lukov a Buchlov o nebezpečí blížících se nepřátelských vojsk.

## Geologická lokalita
Jižně pod Hradem v korytě a březích potoka se nachází odkryv lavice vápenitých jílovců a glaukonitických pískovců vsetínských vrstev zlínského souvrství karpatského flyšového pásma. Ve vrstvách se vyskytuje granát a rutil, vápenité jílovce obsahují bohaté společenstvo nanofosilií.
Hrad se nachází v chráněné oblasti přírodní park Hostýnské vrchy. Kolem lokality vede modře značená turistická značka.